# Chantenay-Saint-Imbert
Chantenay-Saint-Imbert là một xã của tỉnh Nièvre, thuộc vùng Bourgogne-Franche-Comté, miền trung nước Pháp.

## Dân số
Theo điều tra dân số 1999 có dân số là 1.190.